# Augusto Beuzeville Ferro
Augusto Beuzeville Ferro (* 7. März 1932 in Lima; † 12. August 2004) war römisch-katholischer Weihbischof in Piura.

## Leben
Augusto Beuzeville Ferro empfing am 22. Dezember 1956 die Priesterweihe für das Erzbistum Lima.
Papst Paul VI. ernannte ihn am 12. April 1973 zum Weihbischof in Lima und Titularbischof von Cures Sabinorum. Der Erzbischof von Lima, Juan Kardinal Landázuri Ricketts OFM, spendete ihm am 15. Juli desselben Jahres die Bischofsweihe; Mitkonsekratoren waren Eduardo Picher Peña, Erzbischof von Huancayo, und Teodosio Moreno Quintana, Altbischof von Huaraz. 
Papst Johannes Paul II. ernannte ihn am 31. August 1990 zum Weihbischof in Piura. Von seinem Amt trat er am 15. Juni 2004 zurück.